# アート映画

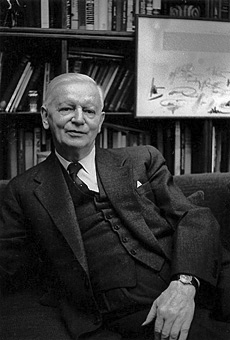
カール・テオドア・ドライヤー（写真：1965年撮影）は1928年に『裁かるるジャンヌ』を監督した。

アート映画（アートえいが、英語: Art film）とは、一般的に、芸術性が高く、大衆市場よりもニッチ市場向けに作られた自主制作映画のことである。「本格的かつ芸術的な作品で、しばしば実験的な要素が入ることを意図していて、幅広い人気を集めることは念頭に置いておらず」、「主に商業的な利益のためではなく美的感覚を追究するという理由で作られ」、そして「 型にはまらない、あるいは非常に象徴的な内容」を含んでいる。
映画評論家や映画学者たちは、概ねアート映画は「主流なハリウッド映画との違いを示す形式ばった特性」をもつものとして定義している。これらの特性にはとりわけ、わかりやすい、目的がはっきりした物語とは対照的な、社会派リアリズムの感覚や監督の作家性に基づいた表現力の豊かさの強調、そして思想、夢、または登場人物の動機に焦点を合わせている部分を含むことができる。映画学者のデイヴィッド・ボードウェルは、アート映画を「特有の表現様式を有した映画ジャンルである」と説明している。
アート映画は、より直線的な物語とエンターテインメント性に寄せて作られた主流な大ヒット作品とははっきりと一線を画している。映画評論家ロジャー・イーバートは、批評家に絶賛された映画である『恋する惑星』を「映画について知っているから」こそ楽しめる「大いに知的な体験」と呼んでいる。

## 位置づけ
映画研究者であるデイヴィッド・ボードウェルは、1979年の論文"The Art Cinema as a Mode of Film Practice"で、「アート映画」という語を学術的に定義し、アート映画を古典的なハリウッド映画界で作られていたメインストリーム映画と対置した。メインストリームのハリウッド式映画は、一連の「空間や時間の中で因果関係を持って起こる関連した出来事」へと映画を整理してくれるような明確なナラティヴの形式を用いており、あらゆる場面がゴールに向かって進む。メインストリーム映画のプロットは明確に定まった主人公が進めていくものであり、はっきりとした登場人物たちが肉付けを行い、「問いに答えがついてくる論理、問題解決手順、締めのあるプロット構造」により強化されている。そのためメインストリーム映画は早いペース、観客の感情を適切に操作する音楽サウンドトラック、緊密でよどみのない編集によってまとめられている。
対照的に、ボードウェルによると、「アート映画はリアリズムと作家的表現の豊かさという2つの原理によってナラティヴを動かしている」。典型的なアート映画は「原因と結果の因果が緩い」よりエピソード的なナラティヴ構造を扱っているという点で、メインストリームの「古典的な」映画作りの規範から逸脱している。
メインストリーム映画は道徳的ジレンマやアイデンティティの危機を扱うこともあるが、こうした問題はふつう、映画の最後までに解決される。アート映画では、ジレンマを深く考える形で探求・研究するが、映画の最後にはっきりした解決がないこともよくある。
アート映画において、物語はしばしば長い会話を通して行われる登場人物の展開や考えの探求に対して二次的な役割しか果たさない。アート映画に物語があれば、ふつうは緩やかに作られているか曖昧なエピソードのゆらゆらとしたつながりになっている。映画内には説明されていない空所があったり、意図的にぼかされている筋道があったり、前の場面に関連づけられていない異質な一連の場面があったりして、見ている者は主観的に映画のメッセージを解釈せねばならない。アート映画にはしばしば「独特なヴィジュアルスタイルの痕跡」と監督による作家性が出たアプローチが見受けられる。
ボードウェルによると「アート映画自身がジャンルであり、それじたいの明瞭なコンヴェンションを持っている」。映画理論家であるロバート・スタムも「アート映画」は映画ジャンルであると主張している。それによると、映画ジャンルが予算（ブロックバスター映画かB級映画か）や出演スター（アダム・サンドラーの映画）などの側面に基づいて分類されるのと同様のやり方で、芸術的ステータスに基づいてある映画がアート映画だと考えることができる。
ある映画がメインストリーム映画なのかどうかについて、批評家の意見が一致しないこともある。たとえばガス・ヴァン・サント監督の『マイ・プライベート・アイダホ』(1991) は「高い芸術的価値」を有する「映画的実験の鍛錬」と見なされた一方で、『ワシントン・ポスト』はこの作品を曖昧なメインストリーム映画であると考えた。

## 歴史

### 先例: 1910年代 - 1920年代

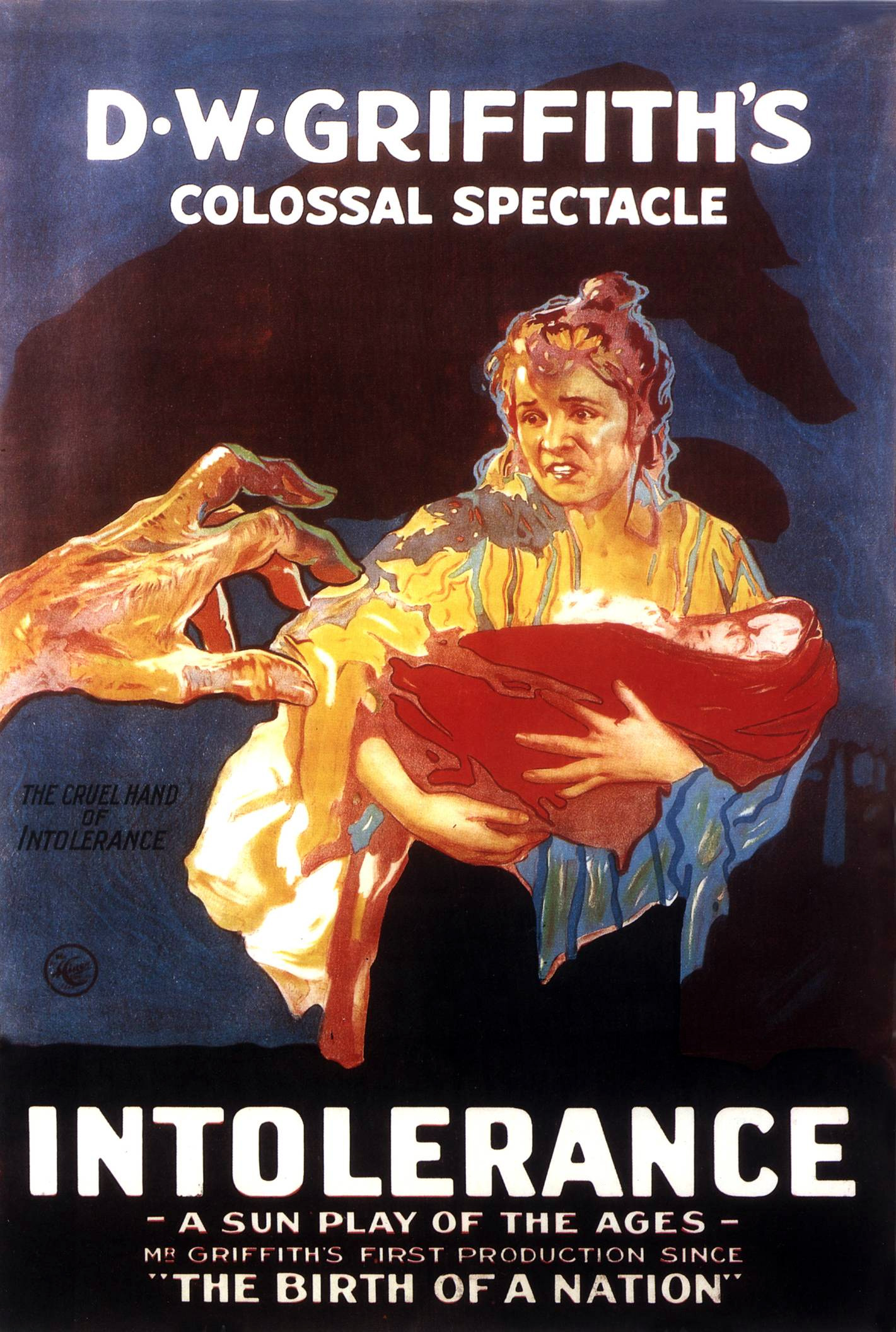
『イントレランス』のポスター。

アート映画の先駆けには、イタリアの無声映画であるL’Inferno (1911) やD・W・グリフィスの『イントレランス』(1916)、カール・テオドア・ドライヤーの『裁かるるジャンヌ』(1928)、そして『戦艦ポチョムキン』(1925) をはじめとして、数十年にわたりヨーロッパの映画運動の発展に影響を与えたロシアの映画監督セルゲイ・エイゼンシュテインの作品群が含まれている。

アート映画は、ルイス・ブニュエルやサルバドール・ダリによる『アンダルシアの犬』(1928) や『黄金時代』(1930) を産み出したスペインのアヴァンギャルドや、『詩人の血』(1930) を撮ったジャン・コクトーなどからも影響を受けている。イングランドでは、アルフレッド・ヒッチコックとアイバー・モンタギューが映画協会を作り、「芸術的な業績」と考える映画を輸入したが、「弁証法的なモンターニュのソビエト映画やドイツの映画会社ウーファの表現主義映画」のようなものが主であった。

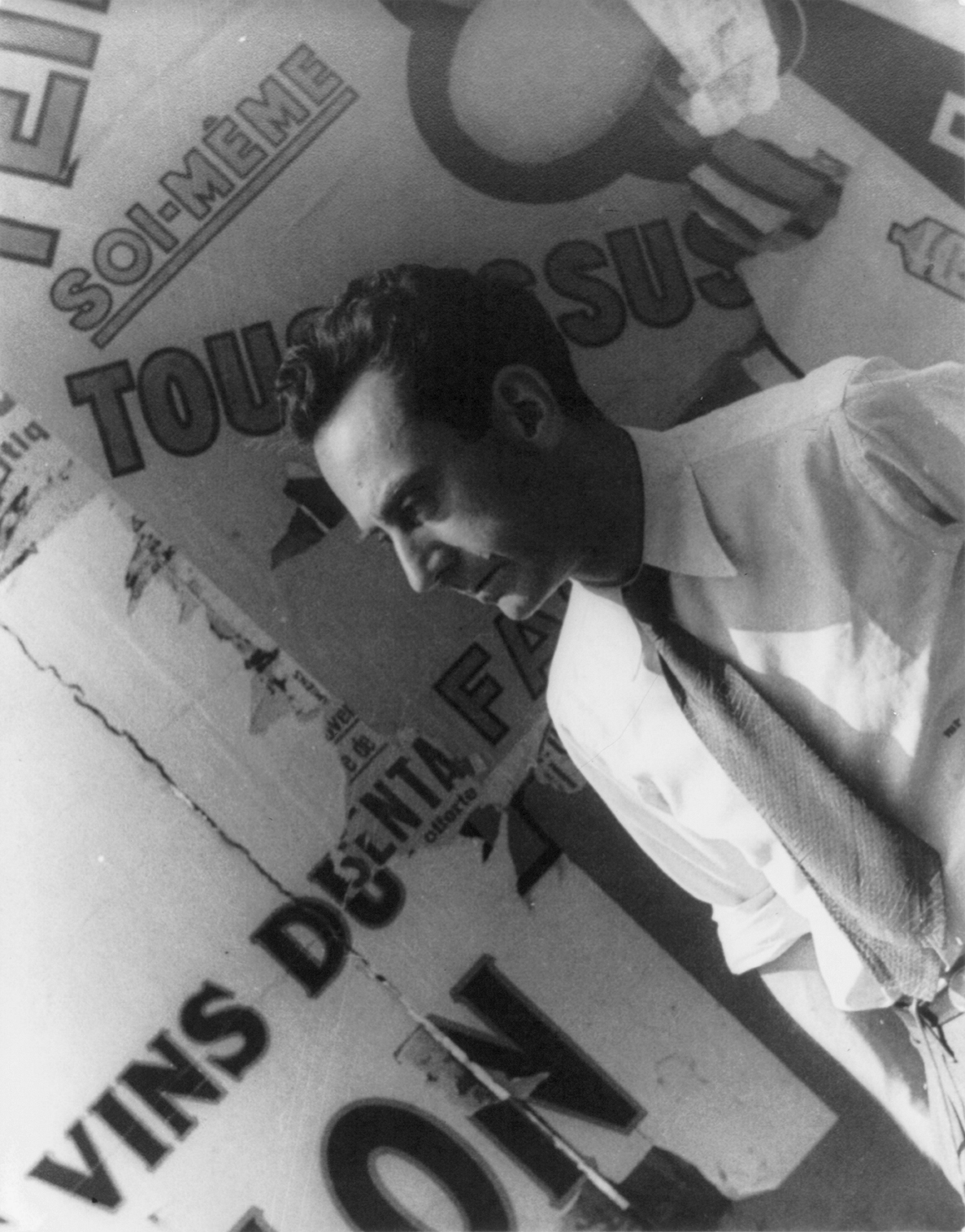
アメリカの写真家兼映画監督のマン・レイ（写真：1934年撮影）は、「純粋映画」運動のダダイストのひとりであり、そしてその運動はアート映画の発展に影響を与えた。

純粋映画（仏：Cinéma Pur）は1920年代から1930年代におけるフランスの前衛映画運動であり、アート映画というアイデアの発展に影響を与えた。純粋映画運動は、ハンス・リヒター、ヴァルター・ルットマン、そしてヴィキング・エッゲリングのようなドイツの「絶対」映画作家に影響を受けている。リヒターは、自分の1921年の作品である『リズム21』（英：Rhythmus 21）がこれまで作られてきた映画の中で最初の絶対映画だと誤って主張した。実際には、1920年にLichtspiel Opus 1を制作した仲間のドイツ人芸術家ヴァルター・ルットマンはもちろん、（『未来派映画宣言』で報告されたように）1911年から1912年の間に映画を作っていた、イタリアの未来派芸術家のブルーノ・コラとアルナルド・ジナにも先を越されていた。

### 1930年代 - 1940年代
ジャン・ルノワールの映画『ゲームの規則』(1939) は第二次世界大戦前の時代のフランスの上流社会を辛辣かつ悲劇的に諷刺した風習喜劇を作ることにより、ジャンルの習慣を超越した作品である。Sight & Soundで行われた批評家の投票では、『めまい』、『市民ケーン』、『東京物語』の次、史上4番目に偉大な映画としてランクインした。
1930年代から1940年代において、ハリウッド映画は、ジョン・フォードの『男の敵』(1935) や『果てなき航路』(1940、ユージン・オニール原作) のような芸術的野望を抱く文学作品の翻案と、ギャングが出てくるスリラー映画のような儲かる「ポピュラー映画」とに分けられる。
1940年代にはイタリアでネオレアリズモが興隆した。『無防備都市』(1945)、『戦火のかなた』(1946)、そして『自転車泥棒』(1948) といった1940年中ごろから終わりのイタリアのネオレアリズモ映画は、別の「意識的なアート映画運動」と考えることができるとウィリアム・シスカは主張している。
1940年代、イタリアのネオレアリズモ映画と他のヨーロッパの芸術本位の映画作品は主流なハリウッド映画とは異なる、というアメリカ合衆国民の一般認識は、アメリカの主要都市と学園都市における「アートハウス映画館」の発展によって強化された。第二次世界大戦後、「...映画に行く習慣のある一般的なアメリカ人の層の拡大が、主流なハリウッド映画を疲弊させてしまっていた」上、そのような層の人々は「主流な映画館で上映されている作品に代わるもの」を観るために新しく作られたアート映画の映画館に流れていった。このようなアート映画館で上映される映画は、「ドキュメンタリーやハリウッドの古典作品の再上演はもちろん、英国の作品や外国語映画、そしてアメリカの自主映画」を含んでいる。ロベルト・ロッセリーニの『無防備都市』やアレクサンダー・マッケンドリックのTight Little Island (Whisky Galore!)、『自転車泥棒』や『赤い靴』のような作品は、アメリカのかなりの観客に向けて上映された。

### 1950年代
1950年代半ばには、イタリアではフェデリコ・フェリーニが『道』(1954) や『カビリアの夜』(1957) を、スウェーデンではイングマール・ベルイマンが『野いちご』(1957) など、その後古典となるアート映画を制作した。ポーランドではアンジェイ・ワイダが『世代』(1954)、『地下水道』(1956)、『灰とダイヤモンド』(1958) からなる抵抗三部作を制作した。
1950年代後半には、『大人は判ってくれない』(1959) のフランソワ・トリュフォーや『勝手にしやがれ』(1959) のジャン＝リュック・ゴダールといったフランスの映画監督たちが、ヌーヴェルヴァーグと批評家に呼ばれる様式の映画製作を開始した。その様式はイタリアのネオレアリズモや古典的なハリウッド映画に影響を受けていた。この運動は一度も組織化されることはなかったものの、ヌーヴェルヴァーグに影響を受けた映画監督たちは、古典的な映画様式の意識的な拒絶と、若者らしい聖像破壊主義の精神によってつながれた。そしてヌーヴェルヴァーグ式の映画はヨーロッパのアート映画の代表例になっている。
50年代にはインドでもニュー・ウェイヴと呼ばれる動きが出てくるようになり、サタジット・レイなどがこの代表的な映画作家となった。この時期に作られたうち最も国際的に高い評価を受けたのは、貧しい田舎の少年オプーが大人になるまでの物語を語る『大地のうた』、『大河のうた』、『大樹のうた』からなるオプー3部作 (1955–1959) と、1943年のベンガルの飢饉の時期を舞台に農夫の物語を描いた『遠い雷鳴』(1973) である。

### 1960年代

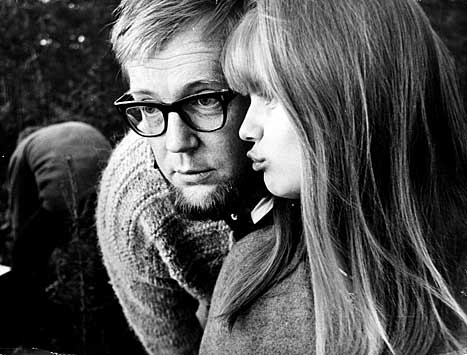
スウェーデン映画『私は好奇心の強い女（イエロー篇）』より、女優のレーナ・ニイマン。

アメリカにおいて、「アート映画」という用語はアンディ・ウォーホルの1969年の映画『ブルー・ムービー』を含む現代アメリカ人アーティストたちの映画のことを指すが、レパートリー劇場や「アートハウス映画館」で上映された幅広い範囲の映画作品について言及するためにかなり大雑把に使われることもある。
1969年にアンディ・ウォーホルは『ブルー・ムービー』をリリースしたが、これはアメリカ合衆国で初めて、露骨な性描写を含み、かつ広く劇場公開された成人向けアート映画であった。ウォーホルによると、『ブルー・ムービー』は国際的に物議をかもしたエロティックアート映画である『ラストタンゴ・イン・パリ』の主な影響源である。
ロシアの映画監督であるアンドレイ・タルコフスキーの映画『アンドレイ・ルブリョフ』(1966) は中世ロシアのイコン画家アンドレイ・ルブリョフを主人公に、芸術の自由と、抑圧的な権威のもとでそのために芸術を作る可能性と必要性を掘り下げた作品である。この作品のカット版が1969年に第22回カンヌ国際映画祭で上映され、FIPRESCIグランプリを受賞した。ソビエト連邦時代のアルメニアではセルゲイ・パラジャーノフの『ざくろの色』(1971) において、ジョージアの女優ソフィコ・チアウレリが5役を演じたが、ソビエト当局により上映禁止されたため長期間西側諸国では見ることができなかったものの、批評家のミハイル・ヴァルタノフは「革命的だ」と賞賛した。1980年代初頭に『カイエ・デュ・シネマ』はトップ10リストにこの映画を入れた。

### 1970年代
1970年代にはスタンリー・キューブリックの『時計じかけのオレンジ』(1971) のように暴力的な映画やベルナルド・ベルトルッチの『ラストタンゴ・イン・パリ』(1972) のように激しい性描写のあるアート映画が作られる一方、アンドレイ・タルコフスキーの『惑星ソラリス』(1972)、『鏡』(1975)、『ストーカー』(1979)、テレンス・マリックの『地獄の逃避行』(1973)や『天国の日々』(1978) のように詩的で内省的なアート映画も作られた。1970年代のアート映画のもうひとつの特徴としては、奇抜な登場人物やイメジャリーを目立たせる方向性への回帰があり、こうした傾向はニュー・ジャーマン・シネマの監督ヴェルナー・ヘルツォークの作品で妄執的なタイトルキャラクターが登場する『アギーレ/神の怒り』(1973) や、泥棒と錬金術師が神秘の地を探すアレハンドロ・ホドロフスキーのサイケデリックな『ホーリー・マウンテン』のようなカルト映画に顕著である。マーティン・スコセッシの映画『タクシードライバー』(1976) は『時計じかけのオレンジ』に見られる、暴力的で崩壊しつつある社会に生きる疎外された人々を描くというテーマを受け継いでいる。スコセッシの映画に見受けられる暴力と沸き起こる怒りの描写は、デヴィッド・リンチの夢のようにシュルレアリスム的なモノクロの『イレイザーヘッド』(1977) などとは対照的である。

### 1980年代 - 1990年代
1980年代から1990年代までに、「アート映画」の意味はアメリカにおいて「自主映画」と融合するようになった。そしてこの2つの映画ジャンルは今でも多くの様式的特徴を共有している。
1980年代に高く評価されたアート映画としては、ヴィム・ヴェンダースのロードムービー『パリ、テキサス』(1984) があり、この作品はパルム・ドールを獲得した。
1990年代にアイデンティティ、チャンス、死、実存主義といった哲学的なテーマや事項を探求した監督としては、『マイ・プライベート・アイダホ』(1991) のガス・ヴァン・サントや『恋する惑星』(1994) のウォン・カーウァイなどがいる。イラン映画においては、アッバス・キアロスタミの『桜桃の味』(1997) がカンヌ国際映画祭でパルム・ドールを獲得した。
ダーレン・アロノフスキーの『π』(1998) は「平安を求めて」いるパラノイア的な数学者に関する「信じられないスタイルと内容に満ちた、信じられないほど複雑で曖昧な映画」であると評された。この作品はデヴィッド・リンチの影響を受けており、「『イレイザーヘッド』風の奇怪な世界」を創り上げている。
クシシュトフ・キェシロフスキ監督の『トリコロール三部作』(1993–4)、とくに『トリコロール/青の愛』(1993) と『トリコロール/赤の愛』(1994) は人がどのように毎日人間関係に対処しているかを扱う作品であり、「霊性と実存主義の探求」であると評された。

### 2000年代 - 2010年代
2002年のポール・トーマス・アンダーソンの映画『パンチドランク・ラブ』では、コメディアンであるアダム・サンドラーを主演に据えるという意外性のあるキャスティングが行われたが、批評家のロジャー・イーバートはこの作品について、「あらゆるアダム・サンドラー映画のカギとなる作品かもしれないし、キャリアの上でサンドラーを新しい方向へ解放してくれるものかもしれない。ああいうばかげたコメディを永遠に作り続けるわけにはいかないだろう？サンドラーがこんな未知の深みを持っていたなんて、誰が考えただろうか？」と述べている。
タイのインディペンデント映画監督であるアピチャートポン・ウィーラセータクンの作品は夢、自然、自らの同性愛をはじめとするセクシュアリティなどを扱っている。ウィーラセータクンの『ブンミおじさんの森』(2010) は2010年のカンヌ国際映画祭パルム・ドールを受賞したが、この作品は「単なる美しく撮られたショットのつながりにすぎないのかもしれないものと、死と再生、愛、喪失、業についての面白おかしい物思いをまとめあげたもの」であった。
テレンス・マリックの『ツリー・オブ・ライフ』(2011) は何十年もかかって計画された作品で、2011年に第64回カンヌ国際映画祭でパルム・ドールを受賞した。批評家から極めて高い評価を得たが、コネティカット州スタンフォードのエイヴォン・シアターでは観客の意見が真っ二つに割れたため返金はしないという方針を張り出し、「この野心的な芸術作品とその他の挑戦的な映画を支持する」旨を打ち出した。ニコラス・ウィンディング・レフン監督の『ドライヴ』(2011) はアートハウスアクション映画と呼ばれている。
ジョナサン・グレイザーの『アンダー・ザ・スキン 種の捕食』は2013年に第70回ヴェネツィア国際映画祭で上映され、翌年インディペンデントスタジオであるA24により劇場公開された。スカーレット・ジョハンソン主演で、人の姿をしたエイリアンがグラスゴーで男たちをセックスに誘い、捕食する様子を描いた作品である。セクシュアリティ、人間性、客体化といったテーマを扱っており、非常に高い評価を受けた。「傑作」と評するむきもあり、批評家のリチャード・ローパーは「芸術としての映画について我々が語る時我々が話すもの」だと評している。
2010年代は「アートホラー」が再び作られるようになり、『ブラック・スワン』(2010)、『イノセント・ガーデン』(2013)、『複製された男』(2013)、『ババドック～暗闇の魔物～』(2014)、『オンリー・ラヴァーズ・レフト・アライヴ』(2014)、『グッドナイト・マミー』(2014)、『イット・フォローズ』(2015)、『ウィッチ』(2015)、『哭声/コクソン』(2016)、『ゲット・アウト』(2017)、『マザー!』(2017)、『サスペリア』 (2018)、『ハウス・ジャック・ビルト』(2018)、『ミッドサマー』(2019)、『ザ・ライトハウス』(2019)、『パラサイト 半地下の家族』(2019)などが例としてあげられる。
アルフォンソ・クアロン監督が1970年代にメキシコで過ごした子供時代をもとに作った『ROMA/ローマ』(2018) はモノクロで撮影されており、クアロンの過去作同様、必然として訪れる死や階級をテーマとしている。この作品はストリーミング大手のNetflixが配給し、Netflix作品としては初めてアカデミー作品賞にノミネートされた。

## アート映画と批評
ハリウッドで作られているようなマスマーケット向けの映画は、あまり鑑識眼のない観客にアピールするものであると指摘する研究者もいる。こうした人々は、よりよく考えて作られ、質も高い映画に導く助けになってくれるかもしれない文化的エリートとしての映画批評家に頼っている。大衆的な趣味とハイカルチャーの間の断絶を橋渡しするため、こうした映画批評家は映画に行く人々鑑識眼を育てるべく、馴染みのないコンセプトを解説してこうした映画をより魅力的なものに見せるよう、期待を寄せられている。たとえば、映画批評家はレビューを通してこのようなアート映画分析の言葉を提供することにより、観客が映画についてもっと真剣に考えられるよう促すことができる。

## 批判と議論
アート映画はポルノグラフィであるという批判を受けることもある。また、メインストリームの観客にとってあまりにも仰々しく気取っているという批判もある。著名な例としてはアンディ・ウォーホルによる1964年の実験映画『エンパイア』があり、これは通常のスピードより遅く、24フレーム/秒で撮ったものを16フレーム/秒で上映する。